# Officeアシスタント
Officeアシスタントは、Microsoft Office のインテリジェントなユーザインターフェイスであり、ヘルプ メッセージの表示などを行うユーザー サポート キャラクターである。Microsoft Office for Windows （バージョン97〜2003）、Microsoft PublisherおよびMicrosoft Project （バージョン98〜2003）、およびMicrosoft Office for Mac （バージョン98〜2004）に含まれていた。
別途用意されている開発ツールを駆使すれば自作で Office アシスタントを開発することもできる。
英語版Office for Windowsの標準のアシスタントは、クリッパーと命名された。キャラクターは、Kevan J. AtteberryによってMacintoshコンピューターで設計された。Office 97 では四角いウィンドウ内に表示されていたが、Office 2000 ではウィンドウを飛び出して自由に移動できるようになった。日本語版ではイルカのカイルが標準のキャラクターであった。
しかし、Office アシスタントを常駐させることがかえって作業の邪魔になったり、アシスタント機能そのものが不要という意見も多く、Office XP 以降では標準では表示されないように設定され、Office 2007 ではこの機能は完全に廃止された。なお、Office アシスタント機能の代替として Office XP 以降ではメニュー バーの端に検索用語を入力することで該当記事を即座に検索できる「質問バー」が付加された。

## 概要
Microsoft Office 97で初めて導入されたOffice アシスタントは、開発中にTFCというコードネームが付けられた。Officeウィザードを使用したり、ヘルプを検索したり、Office機能をより効果的に使用するようにユーザーにアドバイスできるとプログラムが判断したときに表示された。また、ヒントとキーボードショートカットも示した。

## アシスタント一覧
クリッパーやカイルの他に、他のOfficeアシスタントも利用できた。
クリッパー
ゼムクリップがモデルの Office アシスタント。体は細い針金でできており、その形状を自在に変化させることができる。体の端を丸めることで物をつかむこともできる。英語版の Microsoft Office を使用している場合はこのアシスタントが標準のキャラクターとして表示される。
カイル
イルカがモデルの Office アシスタント。愛用するホタテ貝形のノートパソコンを鼻先でタイプする。日本語版など東アジア諸言語版の Microsoft Office を使用しており、アシスタントを有効にしている場合はこのイルカが標準のキャラクターとして表示される。英語など他地域言語のMicrosoft Oddiceの場合にも追加で設定可能。Office 2000 より擬似的な立体感を表現するようになった。同様の例では上記のクリッパーや下記の F1, Office ロゴが例に挙げられる。
F1
二足歩行ロボット風 Office アシスタント。Office 2000 より登場。300/M シリーズに属し、その初代型であるという。ボディの分解・再構築も得意。退場時にたびたび爆破される。
Office ロゴ
Office XP 及びそれ以前のロゴマークをモチーフとしたミステリアスな Office アシスタント。
マーリン
立派なひげをたたえた老人男性風 Office アシスタント。本人は魔法使いという設定。Office XP より登場するが、Windows Me の初回設定画面にも登場する。
孫悟空
『西遊記』の主人公、孫悟空がモデルの Office アシスタント。東アジア諸言語版オリジナルのアシスタント。Office XP より登場。
ミミー
ネコのアシスタント。しばらく操作等せずに放置しておくと、居眠りを始める。
ピンキー
Office 97 にのみ登場した紙でできたおしゃれなネコ。
ロッキー
イヌ。たまに登場するとき、チェーンが引っかかるのでガスバーナーを使って切る。立体のものも存在し、Windows XP の検索アシスタントの標準キャラクターとして使われている。
スーパーわん太
Office 97 にのみ登場したマントを装着したイヌ。
冴子先生
表情豊かな女性 Office アシスタント。名刺が変形した専用のデスクに席を構えている。不思議な力を持っている。日本語版オリジナルのアシスタント。退場時に突然現れた穴に吸い込まれる。
まんまちゃん
Office 2000 の販促キャンペーン時にのみ存在した、テレビ番組『さんまのまんま』のマスコットキャラクターまんまちゃんを模したアシスタント。現在では入手不可能。
マックス
Macintosh 版限定。足の生えた 初代Macintosh といった風体。放っておくと、ルービックキューブになったりする。
多くの場合、別のOfficeアシスタントキャラクターを利用するにはOfficeインストールCDが必要だったため、標準のキャラクターであるカイルは、他のOfficeアシスタントと比較して広く知られていた。

## テクノロジ
Officeアシスタントは、最初はMicrosoft Bob テクノロジーを使用し、後にMicrosoft Agentを使用して、ベイジアンアルゴリズムに基づくアドバイスを提供した。Office 2000以降、Microsoft Agent（.acs）は、機能をサポートするテクノロジとしてMicrosoft Bob-descended Actor（.act）形式を置き換えた。ユーザーは、Officeがインストールされているフォルダーに他のアシスタントを追加して、Officeアプリケーションに表示するか、System32フォルダーのMicrosoft Agentフォルダーにインストールできた。Microsoft Agentにより、より豊かな表現が可能になり、四角いウィンドウ内から飛び出して自由に移動できるようになった。さらに、Officeアシスタントは SAPI 4.0 経由でLernout＆Hauspie TruVoiceテキスト読み上げエンジンを使用できた。Microsoft音声認識エンジンで音声入力の受付も可能になった 。

### 互換性
必要なMicrosoft Agentコンポーネントは、Windows 7以降には含まれなくなり、Microsoft Webサイトからダウンロードする必要があった。Windows 8およびWindows 10へのMicrosoft Agentのインストールも可能であった。AeroガラスがWindows Vistaまたは7で有効になっている場合、またはWindows 8以降で実行している場合、Officeアシスタントの周囲の通常透明なスペースはピンク、青、または緑の単色になった。
2019年、クリッパーはSpriteKit-Frameworkを使用してmacOSに移植され、Swiftで記述された。